# Ouragan Nate (2005)
Pour les articles homonymes, voir Cyclone tropical Nate.
L'ouragan Nate a été le 14e cyclone tropical et le 7e ouragan de la saison cyclonique 2005 dans le bassin de l'océan Atlantique. C'est la première utilisation du nom Nate pour un cyclone tropical.

## Évolution météorologique

### Genèse
Le 30 août 2005, une onde tropicale se forma près des côtes africaines, accompagnée d’une zone de forte convection atmosphérique. Se déplaçant vers l’ouest, le puissant cisaillement du vent désorganisa la perturbation tropicale en formation. Le 1er septembre, l’onde tropicale prit une direction ouest-nord-ouest. Le 3 septembre, elle se divisa en deux parties. La portion nord passa entre les Petites Antilles et l’ouragan Maria, la portion sud se déplaça dans la mer des Caraïbes.
Tôt le 4 septembre, la portion nord se mit en interaction avec une large zone de basses pressions, centrée à mi-chemin entre les Bermudes et les Petites Antilles septentrionales. Le faible cisaillement du vent permit à la convection de se redévelopper autour de l’onde tropicale et de s’organiser en bandes. Le 5 septembre à 18:00 UTC, le National Hurricane Center désigna la perturbation comme dépression tropicale no 15 et la situa à 565 km au sud-sud-ouest des Bermudes. La dépression se dirigea vers le nord-est, vers les Bermudes.

### Maturité
Le 7 septembre 2005, le faible cisaillement du vent permit une intensification en tempête tropicale à 0:00 UTC, puis en ouragan à 12:00 UTC à 415 km au sud-sud-ouest des Bermudes. Nate fut le nom qu’on lui assigna.
Tard ce soir-là, une large zone de basses pressions de haute altitude interagissant avec un creux d’altitude moyenne créa un couloir de vents de haute altitude sur la trajectoire de Nate, qui passa d'une vitesse de 10 à 30 km/h. Le 8 septembre, vers 12:00 UTC, Nate passa à 205 km au sud-est des Bermudes. Ayant dépassé la zone dépressionnaire, Nate subit un cisaillement vertical du vent croissant, limitant son intensification. Le 9 septembre à 0:00 UTC, le cyclone atteignit son intensité maximale, avec des vents soutenus à près de 150 km/h. Nate tourna vers l'est-nord-est et continua à accélérer sa course, atteignant parfois les 55 km/h.

### Dégénérescence
Le cisaillement du vent et l'air sec commencèrent à affaiblir Nate au niveau de tempête tropicale le 9 septembre à 18:00 UTC. Le cisaillement s'accrut devant un front froid en approche. Le 10 septembre, vers 18:00 UTC, ce qui restait des nuages convectifs s'était dissipé. Nate devint un système dépressionnaire extratropical à 1 300 km des Açores, qui fusionna avec un faible front stationnaire. Nate poursuivit un déplacement vers le nord-est et fut absorbé par une zone frontale le 13 septembre 2005 à 0:00 UTC à 445 km au nord-nord-est des Açores.